# Wegekreuz Dampfmühlenstraße

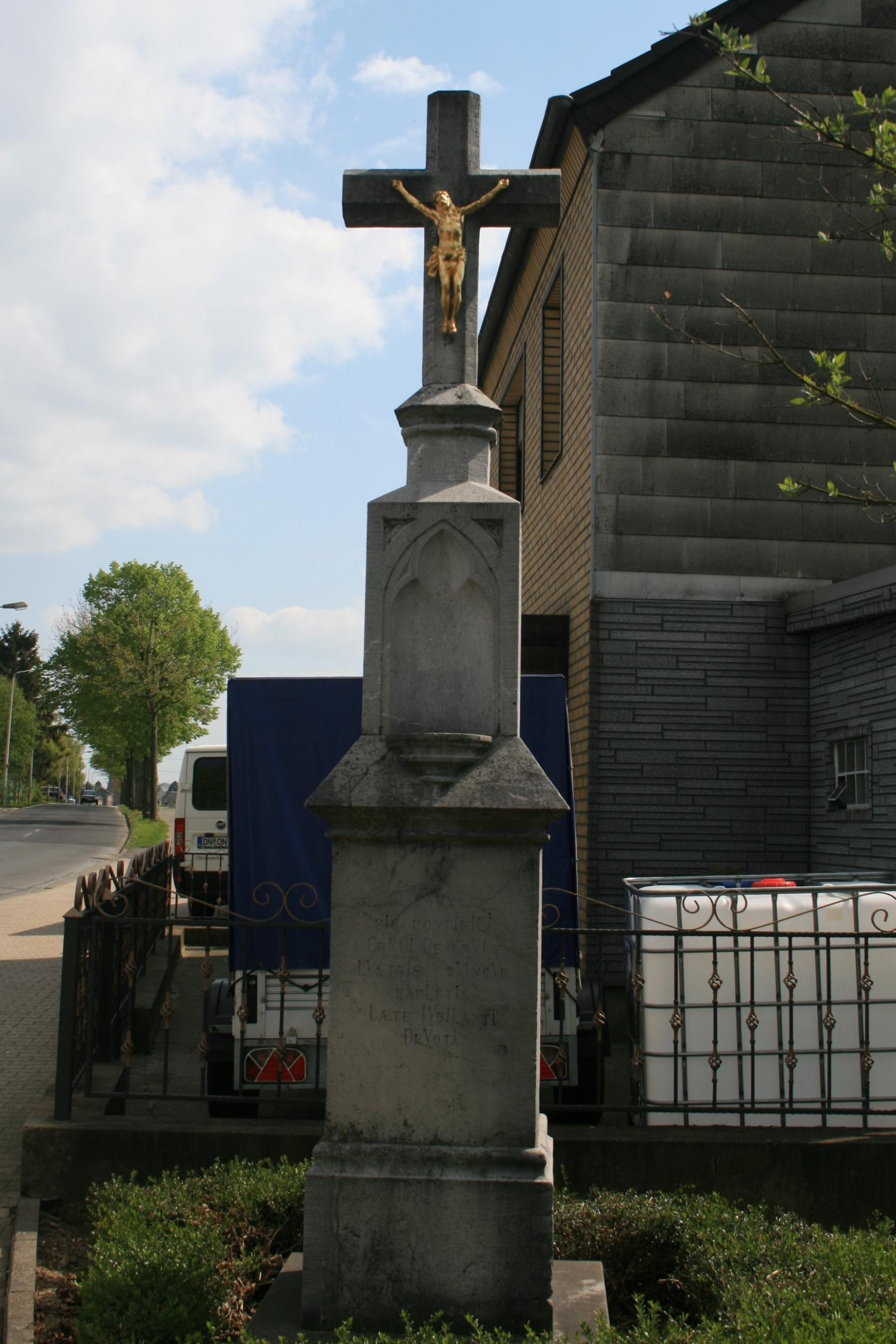

Das Wegekreuz Dampfmühlenstraße steht im Dürener Stadtteil Derichsweiler in Nordrhein-Westfalen. 
Das Wegekreuz ist durch ein Chronogramm auf das Jahr 1871 datiert. Es handelt sich um ein etwa 3 m hohes Flurkreuz aus Blaustein auf einem zweistufigen Sockel mit einer neugotischen Nische. Der Korpus besteht aus Gusseisen, im Sockel ist eine Inschrift zu lesen.
Das Bauwerk ist unter Nr. 7/005 in die Denkmalliste der Stadt Düren eingetragen.